# Wills Point (Texas)
Wills Point es una ciudad ubicada en el condado de Van Zandt en el estado estadounidense de Texas. En el Censo de 2010 tenía una población de 3524 habitantes y una densidad poblacional de 369,63 personas por km².

## Geografía
Wills Point se encuentra ubicada en las coordenadas 32°42′34″N 96°0′18″O / 32.70944, -96.00500. Según la Oficina del Censo de los Estados Unidos, Wills Point tiene una superficie total de 9.53 km², de la cual 9.49 km² corresponden a tierra firme y (0.43%) 0.04 km² es agua.

## Demografía
Según el censo de 2010, había 3524 personas residiendo en Wills Point. La densidad de población era de 369,63 hab./km². De los 3524 habitantes, Wills Point estaba compuesto por el 81.04% blancos, el 11.83% eran afroamericanos, el 0.74% eran amerindios, el 0.31% eran asiáticos, el 0.03% eran isleños del Pacífico, el 4.26% eran de otras razas y el 1.79% pertenecían a dos o más razas. Del total de la población el 12.2% eran hispanos o latinos de cualquier raza.